# Cladonia acuminata
Cladonia acuminata (Ach.) Norrl. (1875) è una specie di lichene appartenente al genere Cladonia,  dell'ordine Lecanorales.
Il nome proprio deriva dal latino acuminatus, che significa appuntito, a punta, ad indicare probabilmente la forma dei podezi.

## Caratteristiche fisiche
Il sistema di riproduzione è principalmente asessuato, attraverso i soredi o strutture similari, quali ad esempio i blastidi. Il fotobionte è principalmente un'alga verde delle Trentepohlia, di preferenza una Trebouxia.

## Habitat
Questa specie si adatta soprattutto a climi di tipo temperato fresco o montano dell'area circumboreale. Rinvenuta su suoli calcarei ricchi di humus in spazi aperti e soleggiati. Predilige un pH del substrato con valori intermedi fra molto acido e subneutro fino a subneutro puro. Il bisogno di umidità spazia da igrofitico a mesofitico.

## Località di ritrovamento
La specie è stata rinvenuta nelle seguenti località:
- Canada (Manitoba, Terranova, Ontario, Labrador, Québec (provincia), Yukon, Columbia Britannica, Nuovo Brunswick);
- USA (Alaska, Vermont, Maine, Michigan, Nebraska, New York, Wisconsin);
- Germania (Baviera);
- Russia (Oblast di Tomsk);
- Cina (Hubei, Heilongjiang, Mongolia interna);
- Argentina, Austria, Brasile, Estonia, Finlandia, Groenlandia, Islanda, Isole Svalbard, Lussemburgo, Marocco, Mongolia, Norvegia, Polonia, Repubblica Ceca, Spagna, Svezia

In Italia questa specie di Cladonia è estremamente rara: 
- Trentino-Alto Adige, estremamente rara nelle valli
- Valle d'Aosta, non è stata rinvenuta
- Piemonte, estremamente rara sui monti dell'arco alpino, non rinvenuta nel resto della regione
- Lombardia, estremamente rara nelle zone alpine e di confine col Trentino; non rinvenuta altrove
- Veneto, non è stata rinvenuta
- Friuli, non è stata rinvenuta
- Emilia-Romagna, non è stata rinvenuta
- Liguria, non è stata rinvenuta
- Toscana, estremamente rara nelle zone appenniniche al confine con l'Emilia-Romagna e in alcuni comuni del grossetano; non rinvenuta altrove
- Umbria, non è stata rinvenuta
- Marche, non è stata rinvenuta
- Lazio, non è stata rinvenuta
- Abruzzo, non è stata rinvenuta
- Molise, non è stata rinvenuta
- Campania, non è stata rinvenuta
- Puglia, non è stata rinvenuta
- Basilicata, non è stata rinvenuta
- Calabria, non è stata rinvenuta
- Sicilia, non è stata rinvenuta
- Sardegna, non è stata rinvenuta.

## Tassonomia
Questa specie è attribuita alla sezione Helopodium; a tutto il 2014 sono state identificate le seguenti forme, sottospecie e varietà:
- Cladonia acuminata f. acuminata (Ach.) Norrl. (1875)[5].
- Cladonia acuminata f. squamulifera Vain.[6]
- Cladonia acuminata subsp. acuminata (Ach.) Norrl. (1875)[7].
- Cladonia acuminata subsp. foliata (Arnold) Vain.[8].
- Cladonia acuminata var. acuminata (Ach.) Norrl. (1875)[9].
- Cladonia acuminata var. foliata (Arnold) Lynge (1932)[10].
- Cladonia acuminata var. norrlinii (Vain.) Lynge (1875)[11].
- Cladonia acuminata var. norrlinii (Vain.) H. Magn. (1936)[12].(= Cladonia acuminata).